# Lukushi
Lukushi är ett vattendrag i Kongo-Kinshasa, ett biflöde till Luvua. Det rinner genom provinserna Haut-Lomami och Tanganyika, i den sydöstra delen av landet, 1 400 km öster om huvudstaden Kinshasa.